# World Revival Tour
World Revival Tour est une tournée 1989/1990 effectuée par Eurythmics en support de leur dernier album en date à cette époque, We Too Are One, dont sept chansons sont interprétées chaque soir.
Elle a également permis aux fan de pouvoir entendre trois titres tirés de l'album précédent Savage qui lui n'avait pas donné lieu à une tournée.
Le groupe de scène a un peu évolué, arrivée de Charlie Wilson aux chœurs, le départ de Jimmy 'Z' Zavala, et changement de batteur avec le retour de Olle Romo en lieu et place de Clem Burke. Le reste du groupe est inchangé.

## Liste des titres
1. We 4 R 3 (pre show)
2. We Two Are One
3. I Love You Like A Ball And Chain
4. I Need A Man
5. Love Is A Stranger
6. Don't Ask Me Why
7. Angel
8. There Must Be An Angel (Playing With My Heart)
9. Sisters Are Doing It For Themselves (chantée par Joniece Jamison)[1] ou Never Gonna Cry Again(Performed by Charlie Wilson & Joniece Jamison)[2]
10. I Need You
11. You Have Placed A Chill In My Heart
12. Here Comes The Rain Again
13. Would I Lie To You
14. It's Alright (Baby's Coming Back)
15. Right By Your Side
16. When Tomorrow Comes
17. (My My) Baby’s Gonna Cry
18. Missionary Man
19. The King And Queen Of America
20. Sweet Dreams (Are Made Of This)
21. Who’s That Girl?
22. Revival
23. When The Day Goes Down

## Dates de concerts
- Aout 1989 - Janvier 1990
- Le concert à Rome du 27 octobre 1989 a été retransmis à la télévision italienne.
- Le concert à l'Entertainment Centre de Sydney du 5 décembre 1989 a été diffusé sur les ondes FM australiennes

## Groupe
- Annie Lennox
- Dave Stewart
- Olle Romo - batterie
- Joniece Jamison - chœurs
- Chucho Merchan - basse
- Patrick Seymour - claviers
- Charlie Wilson - chœurs

## Titres édités en disques
- I Love You Like A Ball And Chain - The King And Queen Of America cd single - version partielle, fondu avant la fin, mais complète sur l'album Live 1983 - 1989.
- I Need A Man - album Live 1983 - 1989
- We Two Are One - album Live 1983 - 1989
- (my, my) Baby's Gonna Cry - album Live 1983 - 1989
- Don't Ask Me Why - album Live 1983 - 1989
- Angel - album Live 1983 - 1989
- You Have Placed A Chill In My Heart - album Live 1983 - 1989 - édition collector - CD3
- Here Comes The Rain Again - album Live 1983 - 1989 - édition collector - CD3
- Would I Lie To You - album Live 1983 - 1989 - édition collector - CD3
- It's Alright (Baby's Coming Back) - album Live 1983 - 1989 - édition collector - CD3
- Right By Your Side - album Live 1983 - 1989 - édition collector - CD3
- When Tomorrow Comes - album Live 1983 - 1989 - édition collector - CD3